# Sciolze
Sciolze é uma comuna italiana da região do Piemonte, província de Turim, com cerca de 1.520 habitantes. Estende-se por uma área de 11 km², tendo uma densidade populacional de 138,18 hab/km². Faz fronteira com Gassino Torinese, Rivalba, Cinzano, Marentino, Moncucco Torinese (AT), Montaldo Torinese.

## Demografia
| Variação demográfica do município entre 1861 e 2011                               |
|                                                                                   |
| Fonte: Istituto Nazionale di Statistica (ISTAT) - Elaboração gráfica da Wikipedia |